# ريتشل
ريتشل (بالفرنسية: Rachel)‏ هي مغنية فرنسية، ولدت في 11 أغسطس 1942 في Cavaillon ‏ في فرنسا.

## وصلات خارجية
- ريتشل على موقع IMDb (الإنجليزية)
- ريتشل على موقع ميوزك برينز (الإنجليزية)
- ريتشل على موقع ديسكوغز (الإنجليزية)